# Přístav Petrov
Přístav Petrov je veřejný říční přístav na Baťově kanálu na říčním kilometru 6,01. Leží na katastrálním území obce Petrov, ve vzdálenosti 700 m severozápadně od středu obce, cca 200 metrů nad plavební komorou Petrov.

## Historie
Přístav byl vybudován v období 1. 10. 2014 až 22. 8. 2015. Správcem a provozovatelem je Ředitelství vodních cest ČR. Projekt zpracoval Sudop Praha a.s., samotnou stavbu provedla Labská strojní a stavební společnost s.r.o. Celkové náklady činily 35 mil. Kč, které uhradil Státní fond dopravní infrastruktury.

## Základní parametry
Přístav slouží pro krátko, středně i dlouhodobé bezpečné stání na plavební cestě Baťův kanál. Je navržen pro stání 2 osobních plavidel (20 x 5 m), 20 velkých rekreačních plavidel (8 x 3 m), 22 malých rekreačních plavidel (5 x 2,5 m) a jednoho servisního plavidla (20 x 5 m).
Přístav umožňuje čerpání pohonných hmot, pitné vody, sběr odpadu a připojení k elektrické síti. K dispozici je nákladní jeřáb pro spouštění a vytahování lodí na souš. V přístavu se nachází kancelář správce, půjčovna lodí a služby spojené s loděmi. Toalety a sprchy jsou ve vzdálenosti 60 m v objektu restaurace a ubytovacího zařízení.
Přístav neslouží pro vnitrozemskou vodní dopravu výletních lodí, jejíž přístaviště se nachází u plavební komory Petrov cca 150 m po proudu níže.